# Arbane
L'arbane est un cépage de France de raisins blancs.

## Origine et répartition géographique
L'arbane est un vieux cépage de cuve de l'Aube. Elle fait partie de l'encépagement de l'appellation Champagne mais elle n'est pratiquement plus cultivée à cause de sa maturité tardive et de ses faibles rendements. En France, il couvre un hectare en 1998.
La culture de l'arbane est très ancienne dans le sud de la Champagne, notamment autour de la commune de Bar-sur-Aube. Les ampélographes pensent que le nom arbane vient du mot latin médiéval albana, qui signifie "raisin blanc" et qui est encore utilisé comme nom primaire et synonyme pour plusieurs variétés en Italie, y compris le raisin albana en Émilie-Romagne. L'arbane n'a aucun lien connu avec les autres raisins albana, mais le synonyme albane est encore utilisé aujourd'hui pour l'arbane. Certains ampélographes supposent également que les plantations enregistrées d'un cépage albanais dans la commune des Riceys en 1388 pourraient constituer la plus ancienne mention de l'arbane. Cependant, le Master of Wine Jancis Robinson note que certains ampélographes et historiens du vin se demandent si le raisin du XIVe siècle est bien la même variété que l'arbane moderne.
Les ampélographes ne remettent pas en question le fait que le raisin était largement établi en Champagne au tournant du XIXe siècle et qu'il a été noté en 1801 par Jean-Antoine Chaptal comme produisant un vin très apprécié, avec le fromenteau, à Morveaux, près de la commune de Baroville.

## Caractères ampélographiques
- Extrémité du jeune rameau aplati et aranéeux blanc verdâtre.
- Jeunes glabre et cuivrés.
- Feuilles adultes à cinq, parfois sept lobes. Elles présentent des sinus pétiolaires en lyre, sinus latéral étroits et à fonds aigus, des dents anguleuses, très étroits et un limbe pubescent.

## Aptitudes culturales
La maturité est de deuxième époque soit 15 jours après le chasselas.

## Potentiel technologique
Les grappes sont petites et les baies sont de taille petite. La grappe est conique et de compacité moyenne. Le cépage est moyennement vigoureux et de rendements faibles. Il est assez sensible à l'oïdium et au mildiou. L'arbane craint les gelées printanières. À cause de sa maturité tardive, elle ne mûrit bien qu'un an sur trois. Dans les années chaudes, elle produit un excellent vin très bouqueté, sec et nerveux.

## Synonymes
L'arbane est connue sous les noms de albane, arbane blanc, arbane du Bachet, arbanne, arbanne blanche, arbenne, arbenne blanc, arbone, arbonne, crène, crénillat et darbanne.

## Production
Depuis l'an 2000, la maison Aubry à Jouy-les-Reims produit une cuvée issue des cépages petit meslier, arbane et pinot blanc.
Depuis 2007, la maison Drappier à Urville produit une cuvée "Quattuor" composée à parts égales de petit meslier, arbane, pinot blanc vrai et chardonnay.
La maison Agrapart & Fils produit depuis 2013 une cuvée avec de l'arbane.
La maison Gruet à Buxeuil produit une cuvée élaborée exclusivement à partir d'arbane. Elle produit également la "Cuvée des 3 blancs" composée de chardonnay, de pinot blanc et d'arbane.